# Insomnia (película de 2002)
Insomnia (titulada Noches blancas en Argentina e Insomnio en España) es una película estadounidense de suspenso psicológico neo-noir de 2002 dirigida por Christopher Nolan y escrita por Hillary Seitz. Es una adaptación de la película noruega del mismo nombre de 1997 y está protagonizada por Al Pacino, Robin Williams y Hilary Swank, con Maura Tierney, Martin Donovan, Nicky Katt y Paul Dooley en papeles secundarios. La película sigue a dos detectives de homicidios de Los Ángeles que investigan un asesinato en un pequeño pueblo de Alaska. El título hace referencia al insomnio que padece el protagonista debido tanto a las interminables horas de luz que hay en el pueblo como a los fantasmas personales que le impiden sentirse tranquilo.
Estrenada el 24 de mayo de 2002, Insomnia recaudó más de 113 millones de dólares en todo el mundo con un presupuesto de producción de 46 millones, y recibió elogios de la crítica por su guion, cinematografía, dirección e interpretaciones, particularmente las actuaciones de Pacino y Williams.

## Argumento
En el pequeño pueblo pesquero de Nightmute, Alaska, Kay Connell, de diecisiete años, aparece asesinada. Los detectives del Departamento de Policía de Los Ángeles (LAPD) Will Dormer y Hap Eckhart son enviados para ayudar a la policía local con su investigación, a petición del jefe de policía Nyback, un antiguo colega de Dormer. Ellie Burr, una joven detective local y admiradora del trabajo de investigación de Dormer, los recoge cuando llegan. Mientras tanto en Los Ángeles, Asuntos Internos está investigando uno de los anteriores casos de Dormer. Ya en Alaska, Eckhart le revela a Dormer que va a testificar en su contra a cambio de inmunidad, a lo que Dormer responde que muchos criminales a los que ayudó a condenar utilizando pruebas cuestionables podrían quedar libres si sus casos se reabren.
Dormer rastrea al asesino hasta la escena del crimen, pero el sospechoso huye hacia la niebla y dispara a uno de los policías en la pierna. Seguidamente, Dormer ve una figura en la niebla y dispara con su arma de respaldo. Corriendo hacia la figura caída, Dormer toma una pistola .38 que el sospechoso ha dejado caer. Entonces descubre que ha disparado y matado a Eckhart. Debido al testimonio pendiente de Eckhart, Dormer sabe que Asuntos Internos nunca creerá que el tiroteo fue un accidente, por lo que afirma que el sospechoso disparó a Eckhart. No menciona que tiene la pistola .38. Burr es puesta a cargo de la investigación del tiroteo y su equipo encuentra la bala calibre .38 que alcanzó al oficial. Esa noche, Dormer camina hacia un callejón y dispara la pistola .38 contra el cadáver de un animal, luego recupera y limpia la bala. En la morgue, la patóloga le entrega la bala en una bolsa recuperada del cuerpo de Eckhart, pero no está familiarizada con ese tipo de bala. Dormer cambia la bala .38 por la bala de 9 mm del cuerpo de Eckhart.
Durante los próximos días, Dormer sufre de insomnio, provocado por la culpa por matar a Eckhart y exacerbado por la perpetua luz del día. Dormer comienza a recibir llamadas telefónicas anónimas del asesino, quien afirma haber sido testigo de cómo Dormer mató a su compañero. Cuando la policía se entera de que Kay era fanática del escritor de crímenes local Walter Finch, Dormer irrumpe en el apartamento de Finch en el pueblo cercano de Umkumiut. Finch llega a la puerta de su casa, se da cuenta de que la policía está adentro y evade a Dormer después de una persecución. Dormer regresa al apartamento de Finch y planta la .38 para incriminarlo.
Finch contacta a Dormer y organiza una reunión en un ferry. Finch quiere ayuda para trasladar las sospechas al novio abusivo de Kay, Randy Stetz, y, a cambio, guardará silencio sobre el tiroteo de Eckhart. Dormer le da consejos sobre cómo manejar los interrogatorios policiales. Después de que Finch deja a Dormer en el ferry, le muestra al detective una grabadora que usó para grabar la conversación. Más tarde, Finch llama a Dormer y le dice que la muerte de Kay fue «un accidente»: la golpeó hasta matarla en un ataque de rabia después de que ella rechazó sus avances sexuales. Al día siguiente, Finch da un falso testimonio en la comisaría. Cuando Finch afirma que Randy tiene un arma, Dormer se da cuenta de que Finch ha descubierto la pistola plantada en su casa y que la ha escondido en la casa de Randy. Randy es arrestado cuando encuentran el arma. Finch le pide a Burr que vaya a su casa del lago al día siguiente para recoger las cartas que indican que Randy abusó de Kay.
Burr regresa a la escena de la muerte de Eckhart y encuentra una carcasa de 9 mm, que contradice el tipo de bala extraída del cuerpo de Eckhart. Lee su propio estudio de caso de una investigación en la que Dormer estuvo involucrado y se entera de que llevaba una 9 mm, lo que la lleva a sospechar que Dormer le disparó a Eckhart. Mientras tanto, en su última noche en el hotel, Dormer le cuenta a la propietaria del hotel, Rachel Clement, sobre la investigación de Asuntos Internos: fabricó pruebas para ayudar a condenar a un pedófilo que estaba seguro de que era culpable de asesinar a un niño y que habría sido liberado si Eckhart hubiera testificado.
Dormer se entera de que Burr se ha ido a la casa de Finch. Encuentra las cartas de Kay en el apartamento de Finch y se da cuenta de que Finch tiene la intención de matar a Burr. Se entera de la casa del lago de Finch y se apresura allí. En la casa, Finch deja inconsciente a Burr justo cuando llega Dormer, y toma el arma de Burr. Dormer está demasiado desorientado por la falta de sueño para luchar contra Finch. Burr recobra el conocimiento y salva a Dormer, mientras Finch escapa. Burr revela que sabe que Dormer le disparó a Eckhart y Dormer admite que ya no está seguro de si fue un accidente. Desde su cobertizo, Finch les dispara con una escopeta y Burr devuelve el fuego con el arma de Dormer mientras Dormer se escabulle hasta la ubicación de Finch. Después de una pelea en la que Dormer agarra la escopeta de Finch, Finch dispara a Dormer con la pistola de Burr, y Dormer dispara y mata a Finch con la escopeta.
Burr corre hacia Dormer, herido de muerte, y lo consuela afirmando que el disparo de Eckhart fue accidental, luego intenta deshacerse del casquillo de 9 mm para preservar la reputación de Dormer. Sin embargo, Dormer la detiene, diciéndole que «no se desvíe del camino» como él había hecho. Dormer dice sus últimas palabras, «déjame dormir», y muere justo cuando Burr vuelve a poner el casquillo en la bolsa de pruebas.

## Reparto
- Al Pacino como el detective Will Dormer.
- Robin Williams como Walter Finch.
- Hilary Swank como la detective Ellie Burr.
- Maura Tierney como Rachel Clement.
- Martin Donovan como el detective Hap Eckhart.
- Nicky Katt como el detective Fred Duggar.
- Paul Dooley como Chief Charlie Nyback.
- Crystal Lowe como Kay Connell.
- Jay Brazeau como el oficial Francis.
- Larry Holden como el oficial Farrell Brooks.
- Kerry Sandomirsky como Trish Eckhart.
- Lorne Cardinal como el oficial Rich.
- Katharine Isabelle como Tanya Francke.
- Jonathan Jackson como Randy Stetz.
- Paula Shaw como la forense.

## Producción

### Antecedentes
En septiembre de 2000, se anunció que el director del filme iba a ser Jonathan Demme.   Christopher Nolan se postuló como director del proyecto después de enterarse de que Warner Bros. pleaneaba realizar un remake de Insomnia (1997). Los productores querían un director más conocido, pero se convencieron de contratar a Nolan después de ver una proyección de Memento previa al estreno. Steven Soderbergh, uno de los productores ejecutuvos de Insomnia, afirmó: «Sentí que las probabilidades de hacer una película distinta aumentarían si contrataban a alguien joven y hambriento».

### Casting
En un principio, para el papel que iba a interpretar Al Pacino, se había tenido en cuenta a Harrison Ford. Insomnia tiene a Robin Williams interpretando a un personaje antagónico, desviándose de los papeles cómicos por los que era conocido anteriormente. Preparándose para su papel, Williams estudió grabaciones de Jeffrey Dahmer y otros asesinos en serie. Con respecto a su decisión de elegir a Williams, Christopher Nolan dijo: «Creo que [el público] se sentirá como si hubiera visto un 'nuevo' Robin Williams. Ver a Robin Williams haciendo algo que nunca hubieran imaginado que haría o podría hacer». Sobre la actuación de Williams, el director agregó: 

Lo que pensé de Robin fue, bueno, es un tipo extraordinario con quien trabajar y realmente dio lo que considero una actuación impecable. Terminé viendo la película cientos de veces mientras la filmamos y nunca llegué a ese punto con la interpretación en la que comienzas a ver la actuación en sí. La mayoría de las actuaciones, en un momento, comienzan a despegarse y desaparecer, pero con Robin estaba muy metido en ese personaje. No es que sea una persona muy oscura con quien trabajar, es muy animado y amigable y es divertido trabajar con él. Realmente encontró algo dentro de sí mismo. Creo que es un trabajo muy subestimado de su parte.

### Filmación
Insomnia se filmó durante un período de tres meses de abril a junio de 2001. Aunque la película está ambientada en Nightmute, Alaska, el rodaje se llevó a cabo mayoritariamente en la Columbia Británica. La escena aérea de apertura se filmó sobre el Glaciar Columbia cerca de Valdez, Alaska, y la aproximación del hidroavión fue sobre el Canal Portland cerca de Hyder, Alaska y Stewart, Columbia Británica. La ciudad de Nightmute, Alaska, se filmó principalmente en Squamish, Columbia Británica, y sus alrededores, incluido el hotel, la estación de policía, la escuela secundaria y la escena del funeral. La escena en la que Will Dormer dispara a su compañero en la niebla se filmó en Clementine Creek en Indian Arm, en las afueras de Vancouver. El pueblo de Umkumuit, donde se encuentra el apartamento de Finch y donde ocurre la escena de la persecución de troncos, fue filmado en la isla de Vancouver en Port Alberni. La escena de la carretera donde Dormer se dirige a la casa del lago de Finch y gira su auto 180° fue filmada frente a Bridal Veil Falls en la Autopista Richardson cerca de Valdez, Alaska. La escena final de la película en el lago ficticio Kgun en la casa del lago de Finch fue filmada en el extremo noroeste del lago Strohn en el Parque Provincial Bear Glacier, en las afueras de Stewart, Columbia Británica. Para esta escena final, el equipo de filmación construyó la casa del lago de Finch y el muelle desde cero y luego la desarmó y la quitó después de que se completara la filmación a fines de junio de 2001. Nolan aprovechó la constante luz del día, que permitió «crear imágenes aún más oscuras que si estuviera filmando de noche» al no tener que usar iluminación artificial, logrando «siluetas y formas muy oscuras, texturas interesantes y profundidades».
Los tres actores principales se diferenciaban en su estilo. Pacino necesitaba mucho tiempo de ensayo, hablar del trasfondo de su personaje y varias tomas. Williams también quería hacer muchas tomas pero ensayar el mínimo. Mientras que Swank prefería hacer pocas tomas. Williams declaró: «Fue increíble trabajar con el Sr. Método», refiriéndose al estilo de Pacino.

## Recepción
En el agregador de reseñas Rotten Tomatoes, la película tiene una calificación de aprobación del 92 % basado en 200 reseñas, con una calificación promedio de 7,7 sobre 10. El consenso crítico del sitio dice: «Impulsado por la actuación de Pacino, Insomnia es un drama psicológico inteligente y fascinante». En Metacritic, la película tiene un puntaje promedio ponderado de 78 sobre 100, basado en 37 críticos, lo que indica «críticas generalmente favorables». Las audiencias encuestadas por CinemaScore le dieron a la película una calificación promedio de B en una escala de A+ a F.
Lou Lumenick del New York Post escribió una crítica entusiasta, calificando la cinta como una «alternativa gourmet de cuatro platos a las películas de palomitas de maíz de verano, que ofrece las actuaciones más sustanciosas que Al Pacino y Robin Williams han ofrecido en muchos años». Roger Ebert del Chicago Sun-Times dijo que «a diferencia de la mayoría de los remakes, la Insomnia de Nolan no es un recauchutado pálido, sino un reexamen del material, como una nueva producción de una buena obra».
Erik Skjoldbjærg, el director de la película original, dijo sobre la reinterpretación de Nolan: 

Estilísticamente, está bastante cerca de la original. Me sentí afortunado de que sea una película tan bien elaborada e inteligente y de que haya tenido un director realmente bueno manejándola, porque como remake creo que funcionó muy bien, y no perjudica a ningún original si un remake está bien hecho. Así que sentí que tuve suerte de que Christopher Nolan se encargara de hacerlo.

Taste of Cinema felicitó a Nolan por ser capaz de «capturar la emoción del original sin dejar de diferenciarse como una película notable en sí misma». IndieWire incluyó a Insomnia en su lista de «Diez remakes de clásicos de grandes autores» y escribió: «Nolan cambia el terreno moral de la corrupción moral en bola de nieve del original a sombras de culpa y responsabilidad y la perspectiva cada vez más turbia y alucinante de Pacino se convierte en una metáfora evocadora de su lucha».
Más tarde, Christopher Nolan destacó a Insomnia como su película más subestimada:

Estoy muy orgulloso de la película. Creo que, de todas mis películas, es probablemente la más subestimada. […] La realidad es que es una de mis películas más personales en términos de lo que fue hacerla. Fue un momento muy vívido de mi vida. Fue mi primera película de estudio, estaba en la locación, era la primera vez que trabajaba con grandes estrellas de cine. [...] No me corresponde a mi decirlo, pero de vez en cuando me encuentro con algún cineasta y esa es realmente la película que les interesa o de la que quieren hablar. Sí, estoy muy orgulloso de la película.